# コンパス座ベータ星
コンパス座β星（コンパスざベータせい、β Circini、β Cir）は、コンパス座の恒星である。見かけの等級は4.07で、肉眼で見える明るさである。ヒッパルコス衛星が測定した年周視差に基づいて計算した太陽からの距離は、およそ100光年である。コンパス座β星には、亜恒星質量の伴星が1つみつかっている。

## 特徴
| 太陽 | コンパス座β星 (A) |
| ---- | ----------------- |
| 太陽 | Exoplanet         |

コンパス座β星は、スペクトル型がA3 Vaに分類されるA型主系列星である。質量と半径は太陽の2倍弱、年齢は3億7千万から5億年と推定される。表面温度はおよそ8,700K、光度は太陽の18倍程度である。

## 星系
2015年、コンパス座β星に、恒星よりも低質量の伴天体、コンパス座β星Bが発見された。コンパス座β星Bは、元々はパラナル天文台の4mVISTA望遠鏡による、銀河面とバルジの近赤外線掃天観測で検出された赤外線源VVV J151721.49−585131.5として発見されていた。その固有運動と年周視差を調べてゆくと、コンパス座β星と一致することが明らかとなり、コンパス座β星の伴天体と考えられるに至った。コンパス座β星 (A) とコンパス座β星Bの間の離角はおよそ3.6分で、コンパス座β星までの距離を100光年とすれば6,656 auに相当し、非常に大きく離れた伴天体である。コンパス座β星Bは、スペクトル型がL1.0±0.5に分類される褐色矮星で、質量は太陽のおよそ6%、表面温度は2,100K程度と推定されている。
コンパス座β星 (A) からは、赤外超過も検出されており、温かい塵の星周円盤が存在するものと考えられる。円盤は、黒体放射を仮定すると、塵の温度が約171K、円盤の直径が12 au程度、塵の質量は月の6000分の1程度と予想される。